# Hans-Otto Borgmann
Hans-Otto Paul Friedrich Borgmann (* 20. Oktober 1901 in Linden; † 26. Juli 1977 in Berlin) war ein deutscher Filmkomponist.

## Leben
Der Sohn eines Oberregierungsrates lernte in seiner Kindheit Klavier, Violine und Orgel. Sechzehnjährig arbeitete er bereits als Organist an der Schlosskirche von Schloss Gottorf in Schleswig. Von 1910 bis 1919 besuchte er die Domschule Schleswig, ein humanistisches Gymnasium, und studierte anschließend von 1920 bis 1922 an der Staatlichen Akademie für Kirchen- und Schulmusik in Berlin. Hier ließ er sich zum Musiklehrer, Organisten, Chorleiter und Kapellmeister ausbilden.
Von 1924 bis 1927 wirkte Borgmann als Theater- und Opernkapellmeister. Auch später komponierte er Bühnenmusik, insbesondere für das Deutsche Theater Berlin. Sein Filmschaffen begann, als er ab 1928 als Kapellmeister für die musikalische Untermalung von Stummfilmen sorgte. Danach wurde er Musikassistent und war ab 1931 musikalischer Leiter der UFA und Filmkomponist.
Im Jahre 1933 komponierte er die Filmmusik zu dem NS-Propagandafilm Hitlerjunge Quex. Das von Borgmann komponierte HJ-Lied Unsere Fahne flattert uns voran auf einen neuen Text des „Reichsjugendführers“ der NSDAP Baldur von Schirach zog sich als Leitmotiv durch den Film und wurde zur Hymne der Hitler-Jugend.
Ab 1937 arbeitete Borgmann häufig für Veit Harlan. Er benutzte intensiv die Technik des Leitmotivs, das er bestimmten Filmfiguren zuordnete und je nach Situation abwandelte. Sein eingängigster Filmschlager wurde 1937 Tango Notturno aus dem gleichnamigen Film mit Pola Negri.
Nachdem Borgmann 1938 eine Großdeutsche Hymne auf einen Text von Baldur von Schirach vertont hatte, wurde er Leiter der Abteilung Musik der neu eröffneten Deutschen Filmakademie und erhielt den Titel Professor. Borgmann stand 1944 in der Gottbegnadeten-Liste des Reichsministeriums für Volksaufklärung und Propaganda.
Nach dem Ende des Zweiten Weltkriegs dirigierte er im August 1945 am Berliner Hebbel-Theater Brecht/Weills Dreigroschenoper. Daneben komponierte Borgmann zunächst weitere Filmmusiken: 1946 für eine Dokumentation über die Nürnberger Kriegsverbrecherprozesse (Nürnberg und seine Lehren), in den 1950er Jahren für diverse Streifen vorwiegend rührseligen Inhalts. Später wandte sich Borgmann zunehmend der atonalen Musik zu. Ab 1953 war er Leiter der Landesgruppe Berlin des Deutschen Komponistenverbandes. Von 1959 bis 1971 unterrichtete er als Dozent, seit 1970 als Honorarprofessor für Bühnenlied und literarischen Chanson an der Staatlichen Hochschule für Musik und Darstellende Kunst Berlin. In dieser Zeit komponierte er etwa siebzig Bühnenlieder und Chansons nach Texten von Bertolt Brecht, Erich Kästner, Joachim Ringelnatz und Kurt Tucholsky.
Hans-Otto Borgmann starb 1977 im Alter von 75 Jahren und wurde auf dem Städtischen Waldfriedhof Dahlem im südwestlichen Berliner Bezirk Steglitz-Zehlendorf beigesetzt.

## Werke

### Filmografie
| - 1931: Nie wieder Liebe (musikalische Leitung) - 1931: Sein Scheidungsgrund (musikalische Leitung) - 1931: Der Hochtourist (musikalische Leitung) - 1932: Der Frechdachs (musikalische Leitung) - 1932: Ein toller Einfall (musikalische Leitung) - 1932: Quick - 1932: Mensch ohne Namen (musikalische Leitung) - 1932: Das schöne Abenteuer (musikalische Leitung) - 1932: Strich durch die Rechnung - 1932: Der weiße Dämon - 1932: Wenn die Liebe Mode macht - 1932: F.P.1 antwortet nicht (musikalische Leitung) - 1932: Eine Tür geht auf - 1933: Lachende Erben (musikalische Leitung) - 1933: Kind, ich freu’ mich auf Dein Kommen (musikalische Leitung) - 1933: Der Stern von Valencia (musikalische Leitung) - 1933: Ein gewisser Herr Gran (musikalische Leitung) - 1933: Alles für Anita - 1933: Hitlerjunge Quex - 1933: Die schönen Tage von Aranjuez - 1933: Heideschulmeister Uwe Karsten - 1933: Inge und die Millionen (Musikbearbeitung) - 1934: Gold - 1934: Die Csardasfürstin (Musikbearbeitung) - 1934: Ein Mann will nach Deutschland - 1934: Die Insel - 1934: Fürst Woronzeff - 1935: Die törichte Jungfrau - 1935: Barcarole - 1935: Das Mädchen vom Moorhof - 1935: Leichte Kavallerie - 1935: Liebeslied - 1936: Mädchenjahre einer Königin - 1936: Moskau – Shanghai - 1936: Die Nacht mit dem Kaiser - 1937: Gleisdreieck - 1937: Tango Notturno - 1938: Jugend - 1938: Verwehte Spuren - 1939: Ein hoffnungsloser Fall | - 1939/41: Pedro soll hängen - 1939: Die Reise nach Tilsit - 1940: Unser Fräulein Doktor - 1940/42: Der große König - 1941: Jakko - 1942: Die goldene Stadt - 1942: Der große Schatten - 1942: Diesel - 1943: Du gehörst zu mir - 1944: Familie Buchholz - 1944: Neigungsehe - 1944: Der Majoratsherr - 1944: Junge Adler - 1944: Opfergang - 1944/48: Eine alltägliche Geschichte - 1944/49: Wie sagen wir es unseren Kindern? - 1945: Die Brüder Noltenius - 1948: 1-2-3 Corona (einschließlich der Liedtexte) - 1948: Schuld allein ist der Wein - 1949: Der große Mandarin - 1949: Verführte Hände - 1950: Nur eine Nacht - 1950: Das Mädchen aus der Südsee - 1950: Die tödlichen Träume - 1951: Hanna Amon - 1953: Tingeltangel (Praterherzen) - 1953: Der Kaplan von San Lorenzo - 1953: Die Stärkere - 1953: Die Prinzessin und der Schweinehirt - 1954: Konsul Strotthoff - 1955: Die Toteninsel - 1955: Vor Gott und den Menschen - 1956: Dany, bitte schreiben Sie - 1956: Von der Liebe besiegt - 1958: Man müßte nochmal zwanzig sein - 1961: Die kleinen Füchse (Fernsehfilm) |

### Andere Kompositionen
- Little Caprice (1962) für Orchester
- Petite Promenade (1962) für Orchester